# Mäyrävuoren - Seppälänjoen metsät
Mäyrävuoren - Seppälänjoen metsät este o arie protejată (arie specială de conservare — SAC, sit de importanță comunitară — SCI) din Finlanda întinsă pe o suprafață de 49,1 ha, integral pe uscat.

## Localizare
Centrul sitului Mäyrävuoren - Seppälänjoen metsät este situat la coordonatele 61°23′37″N 26°17′50″E / 61.3936°N 26.2972°E.

## Înființare
Situl Mäyrävuoren - Seppälänjoen metsät a fost declarat sit de importanță comunitară în august 1998 pentru a proteja 1 specie de animale. Situl a fost protejat și ca arie specială de conservare în aprilie 2015.

## Biodiversitate
Situată în ecoregiunea boreală, aria protejată conține 4 habitate naturale: Pante stâncoase silicioase cu vegetație casmofită, Taiga vestică, Păduri fino-scandinave bogate în ierburi cu Picea abies, Mlaștini împădurite.
La baza desemnării sitului se află o specie protejată de  mamifere: veveriță zburătoare siberiană (Pteromys volans).
Pe lângă speciile protejate, pe teritoriul sitului au mai fost identificate 2 specii de plante, 3 specii de păsări, 5 specii de nevertebrate, 3 specii de pești.